# Крумхёрн
Крумхёрн (нем. Krummhörn) — община в Германии, в земле Нижняя Саксония.
Входит в состав района Аурих. Население составляет 12 656 человек (на 31 декабря 2010 года). Занимает площадь 159,2 км².
Коммуна подразделяется на 19 сельских округов.
| Год  | Население |
| ---- | --------- |
| 1990 | 12 607    |
| 1995 | 12 980    |
| 2000 | 13 327    |
| 2005 | 13 280    |
| 2010 | 12 693    |